# Epirhyssa hyblaeana
Epirhyssa hyblaeana là một loài tò vò trong họ Ichneumonidae.